# Rings of Medusa
Rings of Medusa (kurz: R.O.M.) ist eine von Starbyte entwickelte und von Bomico 1989 veröffentlichte Handelssimulation.

## Spielprinzip
Der Spieler übernimmt die Rolle eines Prinzen, dem einzigen Sohn eines Königs, der von der feindseligen Göttin Medusa vom Thron gestoßen wurde. Verarmt und ausgestoßen, hat der Spieler die Aufgabe, auf einer imaginären Spielwelt genug Geld zu verdienen, um damit eine Armee gegen die Medusa aufzustellen. Geld wird hauptsächlich mit Handel verdient, indem bestimmte Waren in einer Stadt preiswert eingekauft und in einer weit entfernten Stadt teuer verkauft werden. Der Transport zwischen den Städten ist gefährlich, denn man kann jederzeit von Räuberbanden überfallen werden. Durch Aufnahme von Scouts kann man den sichtbaren Bereich um die eigene Spielfigur vergrößern und so die Gegner rechtzeitig erkennen und ihnen ausweichen.
In den Städten kann im Casino Geld erspielt werden oder im Tempel Informationen eingeholt werden.
Um in der Endschlacht gegen Medusa antreten zu können, müssen im Spiel fünf magische Ringe durch Eroberung von Städten, Schatzgräberei und Seeschlachten errungen werden. Die Schlacht gegen Medusa kann nur gewonnen werden, wenn genügend Soldaten in den eigenen Reihen antreten.

## Rezeption
Dieses Spiel erschien für Atari ST, Amiga, PC und C-64, wobei die Amiga- und Atari-Version auf demselben Quellcode basieren. Es erhielt eine Wertung von 75 % im Amiga Joker mit dem Fazit „ein unbedingtes Muß für alle Strategie-Begeisterten!“.

## Nachfolger
1991 wurde der Nachfolger The Return of Medusa veröffentlicht. Das Spiel ist seinem Vorgänger im Spielablauf und Präsentation sehr ähnlich, jedoch spielt die Geschichte 300 Jahre in der Zukunft von Rings of Medusa, so dass nun nicht mehr mit Kavallerie oder Bogenschützen gekämpft wird, sondern mit Panzern und Hubschraubern. Größter Unterschied zum Vorgänger ist die neu hinzugekommene Erkundung von 20 Verliesen. Dieses Spielelement erinnert stark an Dungeon Master in seiner Anmutung. Die Wertungen in den Zeitschriften waren überdurchschnittlich. Der Amiga Joker vergab 82 % (Heft 9/91) und der PC Joker 78 % (Heft 2/92). Die Amiga Version wurde von der ASM (Heft 10/91) getestet. Die ASM bemängelte die geringen Unterschiede zum Vorgänger und vergab deshalb 8 von 12 Punkte.